# Rekers Betonwerk
Das Rekers Betonwerk GmbH & Co. KG ist ein mittelständisches Familienunternehmen der Beton- und Fertigteilindustrie mit Hauptsitz in Spelle. 
Mit vier Produktionsstätten betätigt sich das Unternehmen aus dem Emsland auf den Geschäftsfeldern Betonfertigteile, Betonfertiggaragen, Winkelstützwände sowie Betonwaren für den Straßen-, Garten- und Landschaftsbau. Die Absatzmärkte erstrecken sich von Deutschland bis in das angrenzende Ausland.

## Geschichte
Nach der Rückkehr aus dem Ersten Weltkrieg begann Gerhard Rekers 1919 mit einer neu gegründeten Firma ein Bauunternehmen. Zu dieser Zeit wurden etwa 15 Mitarbeiter beschäftigt. Dazu kam 1921 eine Baustoffhandlung, die neben allgemeinen Baustoffen besonders Holz verkaufte. Um 1928 begann Gerhard Rekers mit der Herstellung von Betonwaren, um die Mitarbeiter auch im Winter bei schlechtem Wetter zur beschäftigen. Es wurden hauptsächlich Betonrohre und -roste gefertigt.
Der Zweite Weltkrieg unterbrach die Entwicklung des Betriebes, es blieben nur 5 Beschäftigte. Nach Kriegsende trat Sohn Anton in die Firma ein und die Betonwarenproduktion wurde ausgeweitet. Im Sommer 1960 verstarb Anton Rekers und sein Bruder, Hubert Rekers, übernahm die Geschäftsleitung. Die positive Entwicklung des Betriebes hielt an, so dass 1969 eine neue Produktionsstätte an der Portlandstraße in Spelle geplant und realisiert wurde. In den 1970er Jahren waren bereits 500 Mitarbeiter beschäftigt.
In den 1980er und 1990er Jahren stieg die Nachfrage nach Betonprodukten stark an, es wurden ein Betonwerk in Gelsenkirchen gekauft und in der Nähe von Magdeburg in den neuen Bundesländern eine neue Produktionsstätte gebaut.
Im Jahre 2000 wurde erstmals mit der Arena auf Schalke ein Fußballstadion mit Rekers-Betonfertigteilen erstellt, außerdem wurde die Produktion von Betonfertiggaragen in Groß Ammensleben aufgenommen. Ebenfalls im Jahr 2000 wurde das Ostseestadion von Hansa Rostock mit Betonteilen von Rekers Betonwerk erbaut. Nachdem die Sicherung des stilllegungsbedrohten Abschnittes der Bahnstrecke Rheine-Spelle durch die RVM-Eisenbahn über die Tecklenburger Nordbahn gesichert war, wurde in die Ertüchtigung und den Ausbau des Schienenanschlusses investiert. Seit 2004 werden auch in Ochenbruck bei Nürnberg Betonfertiggaragen und Winkelstützwände hergestellt. Im Jahre 2005 stieg das Betonwerk Rekers in die Produktion von
Tübbingen für den Tunnelbau ein.

## Produkte
- Betonfertigteile: Sportstättenbau, Möbelhäuser und Einkaufszentren, Logistikimmobilien, Industriebau, Verwaltungs- und Bürogebäude, Kühltürme, Windenergie, Tübbinge
- Betonfertiggaragen: Einzel- und Doppelgaragen, Exklusivgaragen, Großraumgaragen, Elementbaugaragen
- Winkelstützen und Sonderbauteile: Winkelstützwände in L- und T-Form in verschiedenen Lastfällen, Sonderbauteile, Sitzblöcke, Blockstufen
- Betonwaren für den Straßen-, Garten- und Landschaftsbau: Plattenbeläge, Gestaltungspflaster, Böschungssysteme, Stadtmöblierung, Hoch- und Tiefbau